# 吉井駅 (長崎県)
吉井駅（よしいえき）は、長崎県佐世保市吉井町大渡にある松浦鉄道西九州線の駅。
かつては急行「平戸」も停車し、この駅から国鉄世知原線が分岐していた。世知原線は1971年12月26日に廃止された。

## 歴史
- 1933年（昭和8年）10月24日：鉄道省の吉井駅（よしいえき）として開設[1][3]。
- 1934年（昭和9年）4月18日：肥前吉井駅（ひぜんよしいえき）に改称[1][3]。
- 1970年（昭和45年）10月1日：貨物取扱廃止[1]。
- 1971年（昭和46年）12月26日：国鉄世知原線廃止[3]。
- 1987年（昭和62年）4月1日：国鉄分割民営化に伴い、JR九州松浦線の駅となる[2]。
- 1988年（昭和63年）4月1日：第三セクター松浦鉄道への転換により、同社西九州線の駅となる[2]。同時に吉井駅に改称し（開業当時の駅名に戻ったことになる）、無人駅化[2]。

## 駅構造

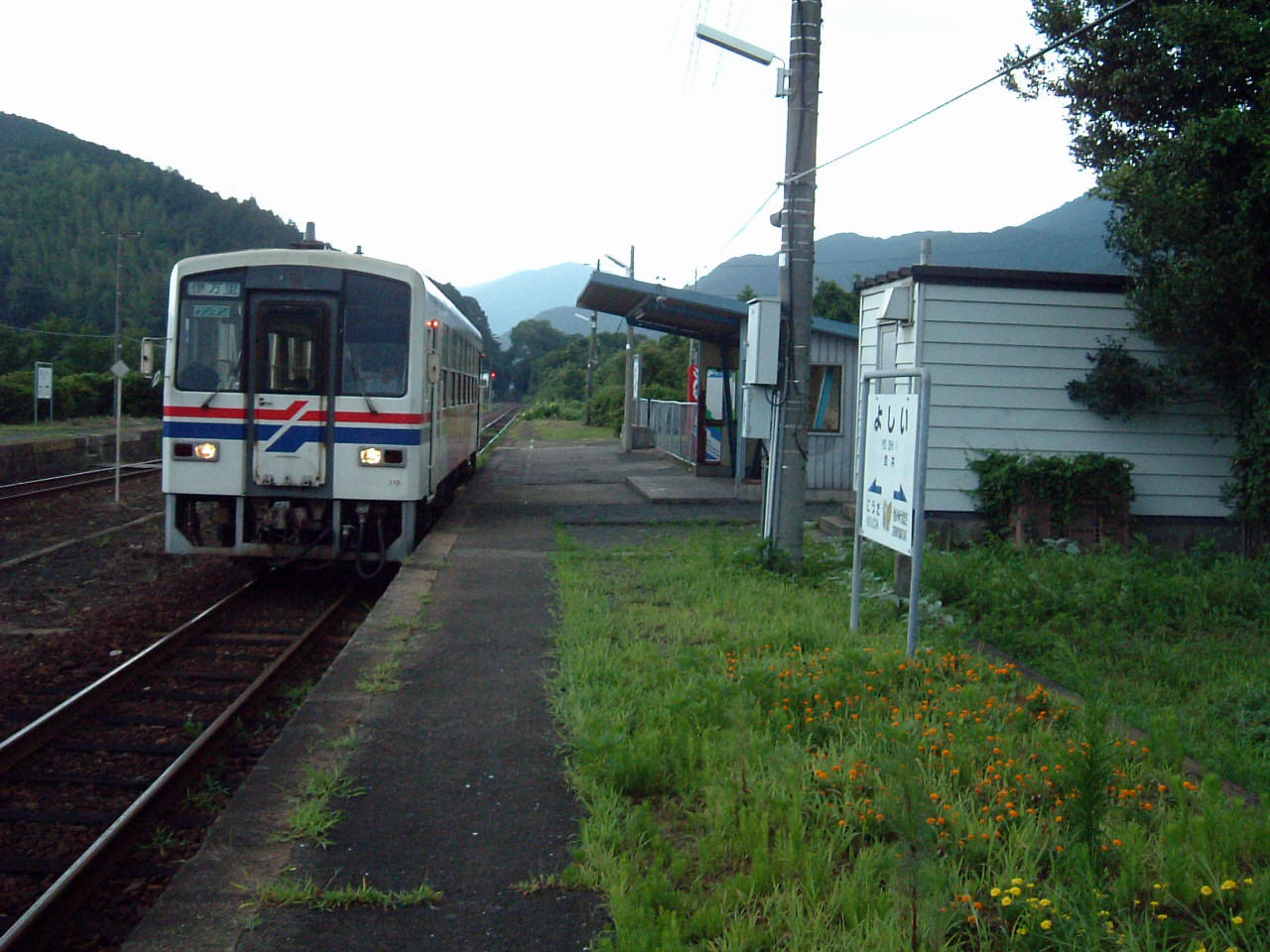
上り線ホーム（2005年8月）

相対式ホーム2面2線を有する地上駅である。無人駅で転換時には木造駅舎があったが、現在駅舎は無く待合室がある。2つのホームはずれていて、構内踏切で連絡している。上り線ホームは佐世保方面（下り）への出発信号機が設けられており、平日朝には上り1本で当駅にて2両編成を分割後、佐世保方1両は折り返し佐々まで回送列車として運行する。回送列車は同駅到着後、佐々始発の列車となる。

### のりば
| ホーム | 路線      | 方向 | 行先                           | 備考 |
| ------ | --------- | ---- | ------------------------------ | ---- |
| 北側   | ■西九州線 | 上り | たびら平戸口・松浦・伊万里方面 |      |
| 南側   | ■西九州線 | 下り | 佐々・佐世保方面               |      |

※案内上ののりば番号は設定されていない。

## 利用状況

### 旅客輸送
1951年度 - 1956年度、1960年度 - 2009年度の1日平均乗降人員は以下の通りであった。
| 年度               | 乗降人員 |
| ------------------ | -------- |
| 1951年（昭和26年） | 1,331    |
| 1952年（昭和27年） | 1,022    |
| 1953年（昭和28年） | 931      |
| 1954年（昭和29年） | 879      |
| 1955年（昭和30年） | 942      |
| 1956年（昭和31年） | 1,022    |
| 1960年（昭和35年） | 908      |
| 1961年（昭和36年） | 731      |
| 1962年（昭和37年） | 684      |
| 1963年（昭和38年） | 798      |
| 1964年（昭和39年） | 823      |
| 1965年（昭和40年） | 790      |
| 1966年（昭和41年） | 821      |
| 1967年（昭和42年） | 868      |
| 1968年（昭和43年） | 780      |
| 1969年（昭和44年） | 620      |
| 1970年（昭和45年） | 581      |
| 1971年（昭和46年） | 592      |
| 1972年（昭和47年） | 560      |
| 1973年（昭和48年） | 599      |
| 1974年（昭和49年） | 622      |
| 1975年（昭和50年） | 522      |
| 1976年（昭和51年） | 604      |
| 1977年（昭和52年） | 569      |
| 1978年（昭和53年） | 500      |
| 1979年（昭和54年） | 417      |
| 1980年（昭和55年） | 373      |
| 1981年（昭和56年） | 374      |
| 1982年（昭和57年） | 338      |
| 1983年（昭和58年） | 317      |
| 1984年（昭和59年） | 323      |
| 1985年（昭和60年） | 301      |
| 1986年（昭和61年） | 275      |
| 1987年（昭和62年） | 229      |
| 1988年（昭和63年） | 346      |
| 1989年（平成元年） | 252      |
| 1990年（平成02年） | 260      |
| 1991年（平成03年） | 249      |
| 1992年（平成04年） | 229      |
| 1993年（平成05年） | 235      |
| 1994年（平成06年） | 257      |
| 1995年（平成07年） | 250      |
| 1996年（平成08年） | 307      |
| 1997年（平成09年） | 255      |
| 1998年（平成10年） | 237      |
| 1999年（平成11年） | 207      |
| 2000年（平成12年） | 236      |
| 2001年（平成13年） | 286      |
| 2002年（平成14年） | 271      |
| 2003年（平成15年） | 263      |
| 2004年（平成16年） | 286      |
| 2005年（平成17年） | 206      |
| 2006年（平成18年） | 213      |
| 2007年（平成19年） | 196      |
| 2008年（平成20年） | 202      |
| 2009年（平成21年） | 191      |

2010年度以降の1日平均乗降人員は以下の通りであった。
| 年度               | 乗降人員 | 出典  |
| ------------------ | -------- | ----- |
| 2010年（平成22年） | 211      | [ 4 ] |
| 2011年（平成23年） | 210      | [ 4 ] |
| 2012年（平成24年） | 211      | [ 4 ] |
| 2013年（平成25年） | 199      | [ 4 ] |
| 2014年（平成26年） | 194      | [ 4 ] |
| 2015年（平成27年） | 196      | [ 4 ] |
| 2016年（平成28年） | 197      | [ 4 ] |
| 2017年（平成29年） | 197      | [ 4 ] |
| 2018年（平成30年） | 160      | [ 4 ] |
| 2019年（令和元年） | 134      | [ 5 ] |
| 2020年（令和02年） | 109      | [ 5 ] |
| 2021年（令和03年） | 114      | [ 5 ] |
| 2022年（令和04年） | 124      | [ 5 ] |
| 2023年（令和05年） | 151      | [ 5 ] |

### 貨物輸送
1951年度 - 1956年度、1960年度 - 廃止年度の年間貨物取扱量は以下の通りであった。
| 年度               | 発送トン数 | 到着トン数 |
| ------------------ | ---------- | ---------- |
| 1951年（昭和26年） | 150,454    | 9,680      |
| 1952年（昭和27年） | 167,916    | 9,734      |
| 1953年（昭和28年） | 140,264    | 8,033      |
| 1954年（昭和29年） | 121,227    | 5,997      |
| 1955年（昭和30年） | 140,622    | 6,175      |
| 1956年（昭和31年） | 178,485    | 7,300      |
| 1960年（昭和35年） | 295,490    | 7,220      |
| 1961年（昭和36年） | 322,883    | 7,718      |
| 1962年（昭和37年） | 273,073    | 7,460      |
| 1963年（昭和38年） | 270,902    | 8,053      |
| 1964年（昭和39年） | 216,128    | 6,303      |
| 1965年（昭和40年） | 79,620     | 4,696      |
| 1966年（昭和41年） | 110,772    | 4,427      |
| 1967年（昭和42年） | 81,417     | 4,232      |
| 1968年（昭和43年） | 70,157     | 6,508      |
| 1969年（昭和44年） | 86,356     | 4,070      |
| 1970年（昭和45年） | 556        | 878        |

## 駅周辺
- 佐世保市役所吉井支所・吉井地区コミュニティセンター
- 公益財団法人長崎県健康事業団県北支所
- 十八親和銀行吉井支店
- 吉井郵便局
- 吉井保育園・吉井中央幼稚園
- 佐世保市立吉井中学校
- 佐世保市立吉井南小学校
- スーパーまつばや吉井店
- 国正理容院
- 御橋観音寺
- 福井洞窟ミュージアム[6]
- 国道204号

## その他
- テレビ東京の旅番組『田舎に泊まろう!』の無人駅企画のロケ地になったことがある[7]。

## 隣の駅
松浦鉄道
■西九州線
潜竜ヶ滝駅 - 吉井駅 - 神田駅

### 廃止区間
日本国有鉄道
世知原線
肥前吉井駅 - 祝橋駅